# Ядовитые растения

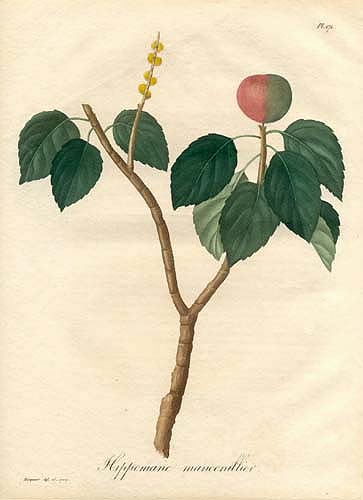
Манцинелловое дерево (Hippomane mancinella), распространённое в Центральной Америке и на островах Карибского моря, — одно из самых ядовитых деревьев на планете. Ботаническая иллюстрация из книги Джозефа Рока Phytographie Medicale. Художник M. Hocquart. Париж, 1821

Ядови́тые расте́ния — сборная, весьма неоднородная группа, объединяемая тем общим для этих растений свойством, что вещества, которые в них содержатся, представляют собой существенную потенциальную опасность для организма человека и домашних животных.
Изучение ядовитых растений (и вообще всех ядовитых организмов) является важным как с точки зрения профилактики и лечения отравлений, так и с точки зрения понимания эволюции живой природы в целом, поскольку ядовитость является одним из наиболее важных механизмов в борьбе за существование. Ещё одной причиной существенного научного и практического интереса к ядовитым организмам является то, что многие из них — важные источники природных биологически активных веществ.

## Ядовитые растения и человек
Воздействие ядовитых растений на организм может быть внутренним (отравление) и внешним (например, ожог кожи при контакте с растениями из рода борщевик). Отравление может вызывать слабость, головную боль, головокружение, першение в горле, боли в животе, пищевое отравление, рвоту, диарею, расстройство зрения и слуха, а в особо тяжёлых случаях — паралич и даже летальный исход. Различается и время, через которое проявляются симптомы отравления, — в некоторых случаях это минуты, в других воздействие ядовитых растений на организм становится заметным только через несколько месяцев.
Попадание ядовитых растений в организм человека обычно связано или с невнимательностью, или с неосторожностью и излишним любопытством. Сходство отдельных частей ядовитых растений с аналогичными внешне похожими частями съедобных растений может привести к тому, что, к примеру, ядовитые луковицы нарцисса, похожие на луковицы репчатого лука, попадут на кухню, а вместе со съедобными травами, выращиваемыми на огороде, в салат могут по невнимательности попасть и листья некоторых ядовитых трав (например, болиголова пятнистого, кокорыша обыкновенного, различных видов лютика, из которых особо опасен лютик ядовитый); известны смертельные случаи отравления безвременником великолепным, который по ошибке был собран вместо черемши. Дети могут съесть привлекательные ягоды ядовитых растений (например, бересклета, ландыша, паслёна сладко-горького) или их семена (например, семена клещевины); в связи с этим обстоятельством на дачных участках, на которых могут присутствовать дети, вообще не рекомендуется сажать ядовитые декоративные растения, особенно с привлекательными (яркими, красиво окрашенными, приятно пахнущими) цветками, плодами или семенами.
Некоторые растения являются опасными для человека, но вполне съедобными для животных: к примеру, белладонна, смертельно опасная для человека, поедается домашними кроликами без вреда для их здоровья.
С практической точки зрения очень важно знать, какую первую помощь следует оказать при отравлении человека ядовитыми растениями и в каких случаях следует немедленно обращаться к врачу.

## Наиболее опасные ядовитые растения

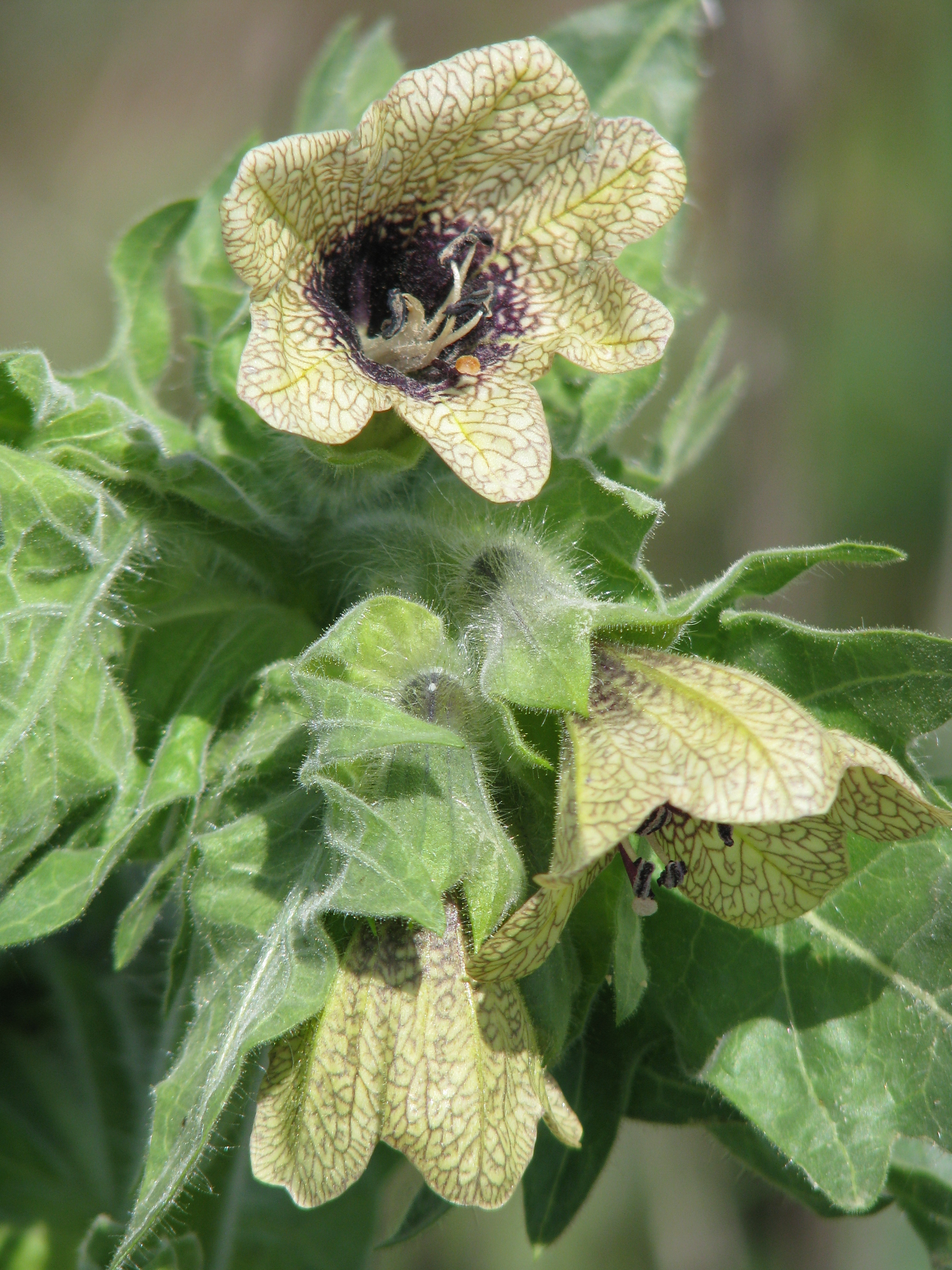
Белена чёрная

Среди растений средней полосы России наиболее опасны следующие виды:
- Белена (Hyoscyamus)
- Белладонна (Atropa belladonna)
- Болиголов пятнистый (Conium maculatum)
- Борщевик Сосновского (Heracléum sosnówskyi)
- Вех ядовитый (Cicuta virosa)
- Вороний глаз четырёхлистный (Paris quadrifolia)
- Клещевина обыкновенная (Ricinus communis)
- Чемерица Лобеля (Veratrum lobellianum)

Отравление ими может привести к смертельному исходу.